# Этилзарин
Этѝлзари́н — боевое отравляющее вещество нервно-паралитического действия.
Входит в пункт 1 Список 1 Конвенции по запрещению химического оружия. Таким образом, государство, подписавшее Конвенцию, имеет право изготовлять и использовать этилзарин для исследовательских, медицинских и фармацевтических целях или проверки защиты от химического оружия, но производство более 100 граммов в год должно декларироваться в ОЗХО. Государство ограничено владением максимум одной тонной этилзарина.